# Uragano Irma
L'uragano Irma è stato un uragano di tipo capoverdiano, il più intenso osservato nell'Oceano Atlantico dall'uragano Dean del 2007. È stato anche il più potente uragano Atlantico a colpire gli U.S.A. da Katrina nel 2005 e il primo uragano maggiore (di categoria 3 o superiore sulla scala Saffir-Simpson) ad aver fatto approdo in Florida dall'uragano Wilma nel 2005. Irma è stata la nona tempesta tropicale con nome, il quarto uragano e il secondo uragano maggiore della stagione 2017. Ha causato danni diffusi durante tutto il suo percorso, in particolare nelle isole nord-est dei Caraibi.

## Storia della tempesta

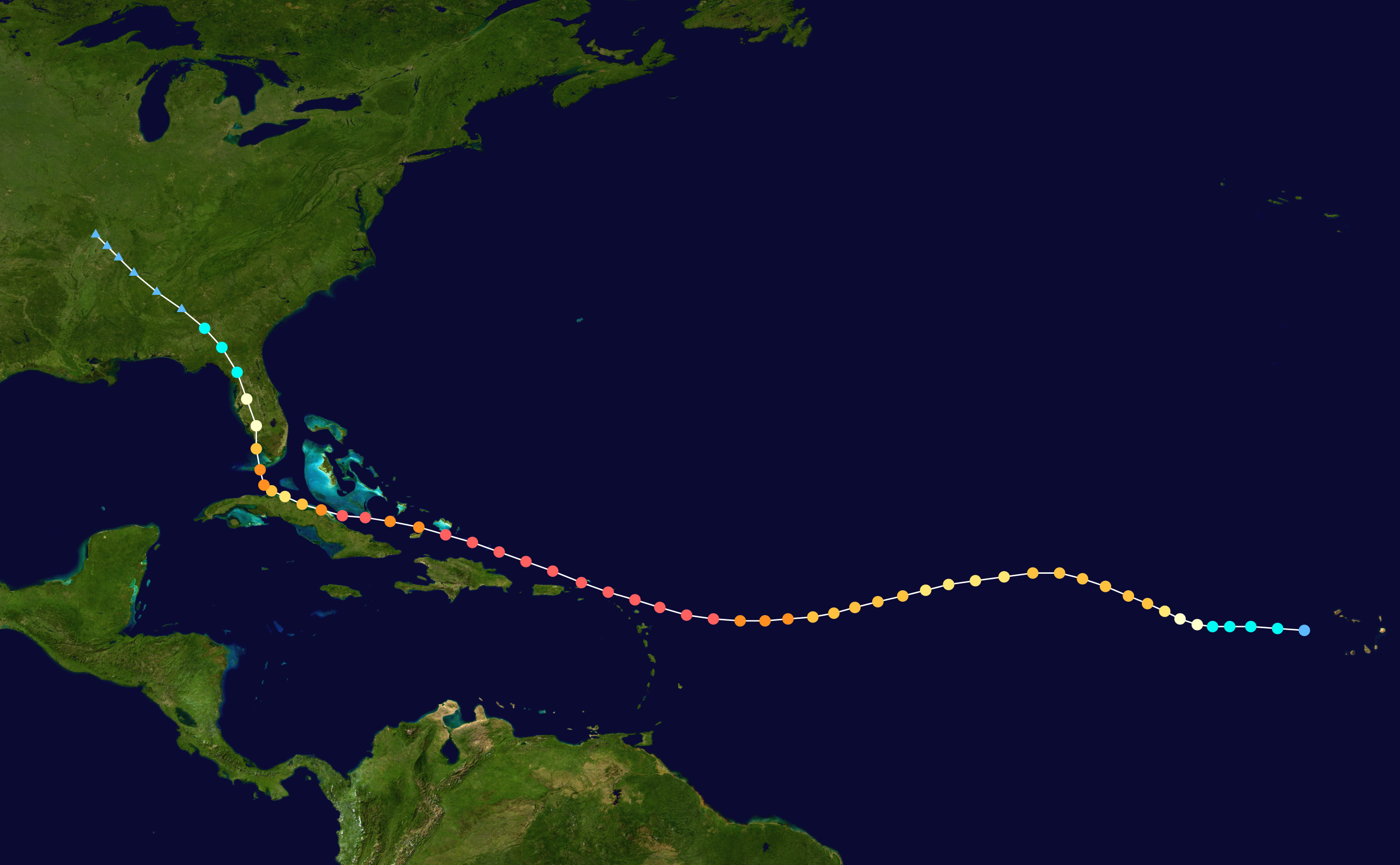
Il percorso di Irma.

Irma si è sviluppato il 30 agosto al largo di Capo Verde, da un'onda termica tropicale che arrivava dalle coste dell'Africa. A causa delle condizioni favorevoli, Irma si è intensificato rapidamente, diventando un uragano di categoria 2 in meno di 24 ore. In poco tempo è passato a categoria 3 (uragano maggiore). L'intensità è poi diminuita da categoria 3 a 2 per diversi giorni, a causa del ciclo di sostituzione dell'occhio. Dal 4 settembre è tornato a intensificarsi raggiungendo la categoria 5 il giorno successivo. Il 6 settembre ha raggiunto il picco di intensità, con venti fino a 295 km/h (185 mph) e con una pressione minima di 914 mbar (914 hPa; 27.0 inHg); con questa intensità ha fatto approdo a Barbuda, a Saint Martin e alle Isole Vergini britanniche.
Un successivo ciclo di sostituzione dell'occhio l'ha fatto declassare momentaneamente a categoria 4, ma successivamente è ritornato a categoria 5, mentre stava approdando a Cuba. L'incontro con la terra ferma ha fatto perdere intensità all'uragano che è sceso a categoria 3; successivamente si è rintensificato a categoria 4 sulle acque calde tra Cuba e la Florida, approdando alle Florida Keys con venti di 215 km/h. È poi sceso a categoria 3 facendo un secondo approdo in Marco Island. Il giorno dopo si deintensificò a categoria 2 e si dissipò sopra gli Stati Uniti sudorientali il 13 settembre 2017. L'uragano ha fatto gravi danni a Barbuda, Saint-Barthélemy (collettività d'oltremare), Saint Martin, Anguilla (isola), e le Isole Vergini, con un bilancio stimato al 14 settembre 2017 di circa 80 vittime (di cui la metà negli USA), oltre a parecchie decine di feriti.

## Record
Quando Irma raggiunse la categoria 5 con venti a 280 km/h (175 mph) alle 11:45 UTC del 5 settembre a 57.7° O, divenne l'uragano atlantico più a est di questa intensità che sia mai stato registrato, sorpassando l'uragano David del 1979. Quando i venti raggiunsero la velocità di 295 km/h (185 mph) e una pressione di 914 mbar (914 hPa; 27.0 inHg) divenne il secondo uragano atlantico a pari merito del più forte mai registrato, sorpassato solo da Allen del 1980 (i cui venti raggiunsero i 305 km/h). Soltanto altri quattro uragani atlantici raggiunsero venti di 295 km/h o superiori: "The Labor Day Hurricane" del 1935, Allen del 1980, Gilbert del 1988 e Wilma del 2005.
Irma mantenne i venti a 295 km/h per 37 ore consecutive, diventando il primo ciclone nella storia mondiale ad aver sostenuto venti di questa velocità per così a lungo, battendo il record precedente di 24 ore del Tifone Haiyan del 2013. Irma fu anche il più intenso uragano mai registrato nell'Oceano Atlantico al di fuori del golfo del Messico e del mar dei Caraibi. Quando fece approdo nelle isole di Barbuda, Saint-Barthélemy, Saint Martin e le Isole Vergini britanniche divenne il terzo uragano per intensità a livello mondiale ad aver mai colpito terra, sorpassato solo dal Tifone Haiyan del 2013 e dal Tifone Meranti del 2016 (entrambi avevano venti di 310 km/h all'approdo). Fu il primo uragano di categoria 5 che colpì le Isole Sopravento Settentrionali e il secondo uragano di categoria 5 ad esser approdato su Cuba dopo un uragano del 1924.